# Kyle Hills
Kyle Hills är en kulle i Antarktis. Den ligger i Östantarktis. Nya Zeeland gör anspråk på området. Toppen på Kyle Hills är 2 600 meter över havet.
Terrängen runt Kyle Hills är huvudsakligen bergig, men den allra närmaste omgivningen är kuperad. Trakten är obefolkad. Det finns inga samhällen i närheten. 